# City of Heroes
City of Heroes (CoH) is een Massively Multiplayer Online Role Playing Game computerspel gebaseerd op de vele superhelden uit stripboeken. Het spel is ontwikkeld door Cryptic Studios en uitgebracht door NCsoft op 28 april 2004 in Amerika, en 4 februari 2005 in Europa.
Op 31 oktober 2005 kreeg het spel een vervolg getiteld City of Villains. Beide spellen zijn ook samen te verkrijgen in het verzamelpakket Good vs. Evil Edition.

## Gameplay
In het spel kunnen spelers hun eigen superheld maken en hiermee (alleen of samen met anderen) missies uitvoeren en vijanden verslaan.
Spelers beginnen met het maken van een held. Hierbij zijn een aantal standaard subgroepen beschikbaar. Daarna beginnen ze hun avontuur in een zone die bekendstaat als de "Outbreak". Hierin kan de speler leren hoe het spel werkt. Spelers kunnen als ze dat willen dit leerlevel overslaan. Na het leerlevel kan de speler zijn missie beginnen in een van de twee startlevels: Atlas Park en Galaxy City.
Door missies succesvol uit te spelen kan de speler ervaringspunten winnen, en zo extra vaardigheden of krachten verkrijgen. Tevens kunnen ze naar andere levels reizen.
De primaire setting van het spel is Paragon City, een enorme stad die verdeeld is in verschillende zones door energiemuren. Dit is een gevolg van een buitenaardse invasie, die korte tijd voor aanvang van het spel zou hebben plaatsgevonden en die toen veel helden het leven heeft gekost. Om van de ene zone naar de andere te gaan zijn transportsystemen nodig zoals helikopters of metro’s. De zones verschillen in opbouw en de gevaren die de speler er kan tegenkomen. Paragon City wordt geteisterd door een groot aantal soorten schurken, variërend van straatbendes en misdaadorganisaties tot bijvoorbeeld buitenaardse en bovennatuurlijke tegenstanders.
Helden krijgen hun missies doorgaans van de NPC’s in het spel. Spelers kunnen samenspannen om een missie succesvol ge beëindigen. De moeilijkheidsgraad van het spel past zich doorgaans aan de krachten van de held. Veel missies vormen tezamen een groter verhaal, die de speler nieuw inzicht geeft in de situatie waarin hij zich bevindt.
Teamwork is een centraal thema in City of Heroes. Spelers kunnen superheldenteams vormen (gelijk aan de clans in andere MMORPG's). Deze teams kiezen doorgaans een naam en thema.

## Achtergrond

### Personages
Het maken van een personage bestaat uit een aantal stappen.
Allereerst moet de speler de oorsprong van zijn held kiezen. De oorsprong van een personage bepaalt welke hulpmiddelen en powerups hij of zij kan gebruiken. De vijf mogelijk oorsprongen zijn:
- Natural: een held die zonder krachten is geboren, maar door intensieve training bovenmenselijke vaardigheden heeft verkregen.
- Mutation: helden wier krachten zijn ontstaan door (natuurlijke of kunstmatige) genetische mutaties. Zij worden met hun krachten geboren.
- Science: een held wiens krachten een wetenschappelijke oorsprong hebben, zoals een (mislukt of opzettelijk) wetenschappelijk experiment, of blootstelling aan chemicaliën/straling.
- Technology: helden die vaak geen echte superkrachten hebben, maar dit compenseren met geavanceerde wapens en hulpmiddelen.
- Magic: helden wier krachten een bovennatuurlijke bron hebben, zoals een magisch amulet of een deal met een bovennatuurlijk wezen.

Vervolgens moet de speler een subklasse kiezen waar zijn/haar held bij hoort:
- Blasters: deze helden zijn vaak geheel gericht op offensieve aanvallen, en hebben vrijwel geen verdediging. Ze kunnen gemakkelijk een vijand uitschakelen, maar zijn erg kwetsbaar indien ze zelf worden aangevallen.
- Controller: helden wier krachten zich focussen op het beheersen van hun tegenstander. Ze kunnen hun tegenstanders dwingen te stoppen, afschrikken, verwarren en soms geheel machteloos maken, of zelfs voor hen laten vechten. Fysiek stellen ze niet veel voor.
- Defender: een held geheel gericht op verdediging. Ze kunnen hun teamgenoten beschermen, of vijanden zich uit laten putten. Zelf kunnen ze niet veel schade toebrengen, en vallen vooral vanaf een afstand aan.
- Scrapper: scrappers zijn gespecialiseerd in gevechten van een tegen een. Ze gebruiken geen langeafstandswapens, maar bevechten hun tegenstanders met de blote vuist of met slag en steekwapens.
- Tanker: Tankers hebben de grootste verdediging in het spel, en kunnen de meeste vijandige aanvallen incasseren zonder blijvende gevolgen. Hun rol is vooral het beschermen van anderen. Zelf kunnen ze ook redelijk veel schade toebrengen aan tegenstanders, vooral met aanvallen van dichtbij.

Vervolgens kan de speler het kostuum en de naam voor zijn held maken. Ook is het mogelijk de held een achtergrondverhaal te geven.

### Voorwerpen
Net als in andere MMORPG's bevat City of Heroes verschillende voorwerpen die in het spel verstopt zijn, en die van belang zijn voor het uitspelen van missies.

### Vijanden
In City of Heroes zijn verschillende NPC-groepen actief die de speler kan bevechten in “willekeurige ontmoetingen”. Tevens zijn er vijanden die gebonden zijn aan specifieke gebieden.

## Servers
City of Heroes en zijn vervolg City of Villains gebruiken verschillende servers verdeeld tussen de Amerikaanse en Europese markt, met aparte servers voor de Duitse en Franse spelers. De servers zijn:
Amerikaanse servers
- Freedom
- Justice
- Pinnacle
- Virtue
- Liberty
- Guardian
- Infinity
- Protector
- Victory
- Champion
- Triumph
- Training Room (Public test server)
- Shibboleth (Private server for in-house developer testing)

Europese servers
- Defiant (English-language server)
- Union (English-language server)
- Vigilance (French-language server)
- Zukunft (German-language server)
- EU Training Room (Public test server)

## Prijzen
City of Heroes heeft tot dusver de volgende prijzen gewonnen:
- Computer Gaming World: MMORPG Game of the Year 2004
- Spike TV 2004 Video Game Awards: MMORPG Game of the Year
- GameSpy: PC Game of the Year 2004
- Billboard 2004 Digital Entertainment Conference & Awards: PC or Console Game of the Year, Multiplayer Game of the Year
- Wargamer: Award for Excellence
- Games Magazine: Game of the Year 2004
- Computer Games Magazine: Editor’s Choice - August 2004 Issue
- Computer Gaming World: Editor's Choice - August 2004
- Game Informer: PC Game of the Month - July 2004 Issue
- Loadedinc, Hot Property Award
- The Adrenaline Vault, Seal of Excellence
- Actiontrip: Editor’s Choice
- Warcry: Best Expansion - City of Villains - E3 2004
- IGN; Editor’s Choice
- GameSpot: Game of the Month - May 2004
- GameSpy: Game of the Month - May 2004
- GameSpy: Editor’s Choice
- E3 2003 Game Critics Awards: Best Online Multiplayer
- Game Revolution Best of E3 2003: Best Online Game

## Kritiek
Een punt van kritiek op City of Heroes is dat het spel geen volledige numerieke waarde van de krachten en vaardigheden van een held geeft. In plaats daarvan worden algemene aanduidingen als "low", "medium", "high", "superior", "extreme", "short", "medium", "slow", "long" en "very long" gebruikt.

## Andere media
Er is een aantal op City of Heroes gebaseerde romans uitgebracht. De eerste was The Web of Arachnos, geschreven door Robert Weinberg en uitgebracht door CDS Books. Deze romans spelen vaak in op de bekende NPC’s uit het spel.
Een stripserie gebaseerd op het spel werd uitgebracht door NCSoft.
De Alderac Entertainment Group maakte een ruilkaartspel gebaseerd op City of Heroes.
Eden Studios, Inc. ontwikkelde een rollenspel City of Heroes.
In juni 2007 werd bekend dat de producer van de film Transformers, Tom DeSanto, de optie had gekregen om films en tv-series over het spel te gaan maken.

## Trivia
- Het spel is opgenomen in het boek 1001 Video Games You Must Play Before You Die van Tony Mott.